# Félixova dobrodružství
Félixova dobrodružství (v originále Drôle de Félix) je francouzský hraný film z roku 2000, který režírovali Olivier Ducastel a Jacques Martineau podle vlastního scénáře. Jedná se o road movie, ve kterém mladý HIV pozitivní gay jede na jih Francie vyhledat svého otce. Cestou potká několik osob, které by mohly být jeho bratrem, babičkou, bratrancem a sestrou. Film měl světovou premiéru na filmovém festivalu Berlinale. Snímek byl v ČR uveden na filmovém festivalu Febiofest v roce 2010 pod názvem Félixova dobrodružství.

## Děj
Félix je mladý francouzský arabský míšenec, který je HIV pozitivní a čerstvě nezaměstnaný. Bydlí se svým přítelem Danielem v Dieppe v Horní Normandii v severní Francii. V pozůstalosti po své matce objeví dopisy s adresou svého otce, kterého nikdy nepoznal a rozhodne se, že pojede stopem přes celou Francii do Marseille, kde má podle adresy na dopisech bydlet. Při své cestě na jih se setká s mladým Julesem, starší dámou Mathilde, železničářem a s Isabellou se třemi dětmi. Se všemi si povídá o svém životě. Dojede až do Marseille, kde v přístavu potká staršího rybáře, se kterým si rovněž popovídá, jako by byl jeho otec.

## Obsazení
| Sami Bouajila      | Félix                   |
| Patachou           | Mathilde, „babička“     |
| Ariane Ascarideová | Isabelle, „sestra“      |
| Pierre-Loup Rajot  | Daniel, Félixův milenec |
| Maurice Bénichou   | rybář, „otec“           |
| Charly Sergue      | Jules, „bratr“          |
| Philippe Garziano  | železničář, „bratranec“ |

## Ocenění
- Teddy Award: cena čtenářů časopisu Siegessäule „Elza“
- Ocenění nejlepší mladý herec pro Sami Bouajilu na Festivalu romantických filmů v Cabourgu